# Ohain
Ohain è un comune francese di 1 309 abitanti situato nel dipartimento del Nord nella regione dell'Alta Francia.
Nel suo territorio comunale scorre il fiume Helpe Majeure.

## Società

### Evoluzione demografica
Abitanti censiti